# Nos vemos en otra vida
Nos vemos en otra vida (lit. ‘Ens veiem en una altra vida’) és una sèrie espanyola de televisió per internet de suspens i drama criminal, creada per Jorge i Alberto Sánchez-Cabezudo. Emesa a través de Disney+, es basa en el llibre Nos vemos en esta vida o en la otra de Manuel Jabois i és protagonitzada per Roberto Gutiérrez, Quim Àvila, Pol López, Tamara Casellas i Mourad Ouani. Té prevista la seva estrena a Disney+ per al 6 de març de 2024.

## Trama
La sèrie conta la història de Gabriel Montoya Vidal (Roberto Gutiérrez i Quim Ávila), àlies «Baby», qui amb 16 anys va ser el primer condemnat pels atemptats de l'11 de març de 2004.

## Repartiment
- Roberto Gutiérrez com a Gabriel Montoya Vidal «Baby»
  - Quim Àvila com a Gabriel Montoya Vidal «Baby» adult
- Pol López com a Emilio Trashorras
- Tamara Casellas com a la mare de «Baby»
- Mourad Ouani com a «El Xinès»

## Episodis
| Núm. | Títol         | Direcció               | Guió | Data d'emissió original |
| ---- | ------------- | ---------------------- | --- | ----------------------- |
| 1    | «Baby»        | Jorge Sánchez-Cabezudo | Argument: Jorge Sánchez-Cabezudo, Alberto Sánchez-Cabezudo i Guillermo Chapa Guió: Pablo Remón              | 6 de març de 2024       |
| 2    | «Sagitario»   | Jorge Sánchez-Cabezudo | Argument: Jorge Sánchez-Cabezudo, Alberto Sánchez-Cabezudo i Guillermo Chapa Guió: Daniel Remón             | 6 de març de 2024       |
| 3    | «La línea»    | Borja Soler            | Argument: Jorge Sánchez-Cabezudo, Alberto Sánchez-Cabezudo i Guillermo Chapa Guió: Roberto Martín Maiztegui | 6 de març de 2024       |
| 4    | «El corredor» | Jorge Sánchez-Cabezudo | Argument: Jorge Sánchez-Cabezudo, Alberto Sánchez-Cabezudo i Guillermo Chapa Guió: Roberto Martín Maiztegui | 6 de març de 2024       |
| 5    | «El silencio» | Jorge Sánchez-Cabezudo | Argument: Jorge Sánchez-Cabezudo, Alberto Sánchez-Cabezudo i Guillermo Chapa Guió: Pablo Remón              | 6 de març de 2024       |
| 6    | «La maruca»   | Jorge Sánchez-Cabezudo | Argument: Jorge Sánchez-Cabezudo, Alberto Sánchez-Cabezudo i Guillermo Chapa Guió: Pablo Remón              | 6 de març de 2024       |

## Producció
El 25 de gener de 2024, Disney+ va anunciar per sorpresa la seva nova sèrie espanyola, Nos vemos en otra vida, centrada al voltant dels atemptats de l'11 de març de 2004, que va ser creada per Jorge i Alberto Sánchez-Cabezudo. Roberto Gutiérrez, Quim Àvila, Pol López, Tamara Casellas i Mourad Ouani van ser anunciats com els actors protagonistes. La sèrie va ser dirigida per Jorge i Borja Soler, i escrita pels germans Sánchez-Cabezudo al costat de Pablo i Daniel Remón, Roberto Martín Maiztegui, i Guillermo Chapa. La sèrie va ser rodada entre Madrid i Astúries a l'estiu de 2023.

## Publicació
El 25 de gener de 2024, juntament amb el primer anunci de l'existència de la sèrie, Disney+ va treure el primer tràiler de la sèrie i va programar la seva estrena per al 6 de març de 2024.

## Crítica
L'obra va ser aclamada per la crítica. Pedro Zárate de Vertele va apreciar que la sèrie «prefereix exposar abans que jutjar» i que «els primers compassos conviden a pensar que aquí no hi ha material per a sis capítols […] la història es va fent més gran i, amb ella, també la mateixa sèrie, que es va consolidant i reafirmant en una notable solidesa del guió». Borja García Tejero de Butaca y Butacón li va donar a la sèrie cinc estrelles de cinc, dient que els germans Jorge i Alberto Sánchez-Cabezudo «han creat una sèrie magnífica […] Aquí no hi ha imatges escabroses, al contrari» i que «estem davant d'un treball reflexiu», a més d'elogiar les interpretacions de Roberto Gutiérrez i Quim Àvila com a "Baby", concloent que «la tasca dels germans Cabezudo torna a quedar impol·luta […] [la sèrie] té el segell de dos dels millors creadors de la ficció nacional i que converteixen en or pur tot el que toquen». Noé R. Rivas de Mindies va elogiar l'enfocament narratiu de la sèrie, dient que «lluny d'adoptar un to moralitzant o sensacionalista, la sèrie es limita a exposar els fets amb una objectivitat gairebé clínica» i que «s'allunya de la narrativa tradicional del cinema i la televisió, que sol bastir ponts cap a l'empatia i la comprensió dels protagonistes, per molt tèrbols que siguin els seus actes», a més d'elogiar en especial «la seva capacitat per abordar temes profunds i complexos sense caure en simplismes ni donar lliçons morals» i afegir que la sèrie «s'erigeix en una proposta valenta, madura i necessària».